# ストローハット (競走馬)
ストローハット（欧字名:Straw Hat、2009年3月15日 - 2013年1月27日）は、日本の競走馬。主な勝ち鞍に2012年のユニコーンステークス。
馬名の意味は、麦わら帽子。毛色より連想。

## 生涯
2009年7月のセレクトセール当歳市場にて、金子真人ホールディングスに5600万円（税別）で落札された。
2011年8月14日、札幌競馬場6Rの芝1800mの2歳新馬戦でデビューし、3着。2か月後の東京芝1800mの未勝利戦で初勝利を収めた。
3歳となって初戦は自己条件で3着、初の重賞出走となった共同通信杯は格上げ挑戦ながら4着も、続くスプリングステークスは8着に敗れる。その後、陣営はダート路線への転向を決断。この判断が功を奏し、転向初戦の条件戦で早速の勝利を収めた。6月のユニコーンステークスは後方待機から直線鋭く脚を伸ばし、1番人気にこたえる重賞初優勝を果たした。初JpnIのジャパンダートダービーは2番人気に支持されたが、7着に敗れた。11月の武蔵野ステークスは出遅れがあり5着、その後は12月2日のジャパンカップダートを目標とされたが除外となり、同月23日に初の1400m戦となるギャラクシーステークスを使われ、ここも5着に敗れた。
4歳シーズンは1月の根岸ステークスより始動したが、レース中に右寛跛行を発症し、競走中止。右腸骨複骨折のため安楽死の処置が取られた。4歳没。

## 競走成績
以下の内容は、netkeiba.comおよびJBISサーチに基づく。
| 競走日     | 競馬場 | 競走名            | 格   | 距離（馬場）  | 頭 数 | 枠 番 | 馬 番 | オッズ （人気） | 着順 | タイム （上り3F） | 着差 | 騎手          | 斤量 [kg] | 1着馬（2着馬）         | 馬体重 [kg] |
| ---------- | ------ | ----------------- | ---- | ------------- | ----- | ----- | ----- | --------------- | ---- | ----------------- | ---- | ------------- | --------- | ---------------------- | ----------- |
| 2011.08.14 | 札幌   | 2歳新馬           |      | 芝1800m（良） | 13    | 4     | 4     | 002.00（1人）   | 03着 | R1:52.3（34.5）   | -0.3 | 0福永祐一     | 54        | ベストディール         | 456         |
| 0000.10.30 | 東京   | 2歳未勝利         |      | 芝1800m（良） | 9     | 5     | 5     | 001.40（1人）   | 01着 | R1:47.4（34.1）   | -0.2 | 0福永祐一     | 55        | （ミッドサマーフェア） | 458         |
| 2012.01.29 | 東京   | 3歳500万下        |      | 芝2000m（良） | 14    | 4     | 5     | 003.10（1人）   | 03着 | R2:01.3（34.5）   | -0.4 | 0福永祐一     | 56        | フェノーメノ           | 468         |
| 0000.02.12 | 東京   | 共同通信杯        | GIII | 芝1800m（良） | 11    | 4     | 4     | 015.50（4人）   | 04着 | R1:48.7（33.6）   | -0.4 | 0T.クウィリー | 56        | ゴールドシップ         | 470         |
| 0000.03.18 | 中山   | スプリングS       | GII  | 芝1800m（重） | 14    | 2     | 2     | 025.80（7人）   | 08着 | R1:52.5（36.2）   | -1.8 | 0田辺裕信     | 56        | グランデッツァ         | 468         |
| 0000.04.15 | 中山   | 3歳500万下        |      | ダ1800m（不） | 10    | 6     | 6     | 003.00（2人）   | 01着 | R1:52.0（36.5）   | -0.5 | 0福永祐一     | 56        | （ドラゴンフォルテ）   | 470         |
| 0000.06.03 | 東京   | ユニコーンS       | GIII | ダ1600m（良） | 16    | 2     | 4     | 003.20（1人）   | 01着 | R1:36.5（36.3）   | -0.3 | 0福永祐一     | 56        | （オースミイチバン）   | 472         |
| 0000.07.11 | 大井   | ジャパンDダービー | JpnI | ダ2000m（良） | 11    | 7     | 9     | 003.30（2人）   | 07着 | R2:06.8（37.5）   | -1.5 | 0内田博幸     | 56        | ハタノヴァンクール     | 468         |
| 0000.11.11 | 東京   | 武蔵野S           | GIII | ダ1600m（良） | 16    | 5     | 9     | 015.10（9人）   | 05着 | R1:36.9（35.7）   | -0.5 | 0福永祐一     | 56        | イジゲン               | 476         |
| 0000.12.23 | 阪神   | ギャラクシーS     | OP   | ダ1400m（重） | 16    | 3     | 5     | 006.50（3人）   | 05着 | R1:22.8（35.3）   | -0.3 | 0池添謙一     | 55        | ガンジス               | 474         |
| 2013.01.27 | 東京   | 根岸S             | GIII | ダ1400m（良） | 16    | 3     | 6     | 016.00（6人）   |      | 競走中止          |      | 0田辺裕信     | 56        | メイショウマシュウ     | 482         |

## 血統表
| ストローハットの血統           | ストローハットの血統                  | ストローハットの血統            | （血統表の出典）                | （血統表の出典） |
| 父系                           | サンデーサイレンス系                  | サンデーサイレンス系            | サンデーサイレンス系            | [ § 2 ]          |
| 父 フジキセキ 青鹿毛 1992      | 父の父*サンデーサイレンス 青鹿毛 1986 | Halo                            | Hail to Reason                  | Hail to Reason   |
| 父 フジキセキ 青鹿毛 1992      | 父の父*サンデーサイレンス 青鹿毛 1986 | Halo                            | Cosmah                          |                  |
| 父 フジキセキ 青鹿毛 1992      | 父の父*サンデーサイレンス 青鹿毛 1986 | Wishing Well                    | Understanding                   | Understanding    |
| 父 フジキセキ 青鹿毛 1992      | 父の父*サンデーサイレンス 青鹿毛 1986 | Wishing Well                    | Mountain Flower                 |                  |
| 父 フジキセキ 青鹿毛 1992      | 父の母ミルレーサー 鹿毛 1983          | Le Fabuleux                     | Wild Risk                       | Wild Risk        |
| 父 フジキセキ 青鹿毛 1992      | 父の母ミルレーサー 鹿毛 1983          | Le Fabuleux                     | Anguar                          |                  |
| 父 フジキセキ 青鹿毛 1992      | 父の母ミルレーサー 鹿毛 1983          | Marston's Mill                  | In Reality                      | In Reality       |
| 父 フジキセキ 青鹿毛 1992      | 父の母ミルレーサー 鹿毛 1983          | Marston's Mill                  | Millicent                       |                  |
| 母 *ウォートルベリー 栗毛 2000 | 母の父Starborough 栗毛 1994           | *ソヴィエトスター               | Nureyev                         | Nureyev          |
| 母 *ウォートルベリー 栗毛 2000 | 母の父Starborough 栗毛 1994           | *ソヴィエトスター               | Veruschka                       |                  |
| 母 *ウォートルベリー 栗毛 2000 | 母の父Starborough 栗毛 1994           | Flamenco Wave                   | Desert Wine                     | Desert Wine      |
| 母 *ウォートルベリー 栗毛 2000 | 母の父Starborough 栗毛 1994           | Flamenco Wave                   | Armada Way                      |                  |
| 母 *ウォートルベリー 栗毛 2000 | 母の母Rotina 鹿毛 1988                | *クリスタルグリッターズ         | Blushing Groom                  | Blushing Groom   |
| 母 *ウォートルベリー 栗毛 2000 | 母の母Rotina 鹿毛 1988                | *クリスタルグリッターズ         | Tales to Tell                   |                  |
| 母 *ウォートルベリー 栗毛 2000 | 母の母Rotina 鹿毛 1988                | Rudolfina                       | Pharly                          | Pharly           |
| 母 *ウォートルベリー 栗毛 2000 | 母の母Rotina 鹿毛 1988                | Rudolfina                       | Rojanya                         |                  |
| 母系(F-No.)                    | ウォートルベリー(FR)系(FN:14-c)       | ウォートルベリー(FR)系(FN:14-c) | ウォートルベリー(FR)系(FN:14-c) | [ § 3 ]          |
| 5代内の近親交配                | アウトブリード                        | アウトブリード                  | アウトブリード                  | [ § 4 ]          |
| 出典                           | 1. 2. 3. 4.                           | 1. 2. 3. 4.                     | 1. 2. 3. 4.                     | 1. 2. 3. 4.      |

- 母ウォートルベリーは2004年のジャンロマネ賞（仏G2）勝ち馬。2004年秋には日本に遠征し、エリザベス女王杯に出走（15着）している。
- 従兄弟にWings of Eagles（英ダービー）